# Пшитарня
Пшитарня (пол. Przytarnia, нім. Wildau) — село в Польщі, у гміні Карсін Косьцерського повіту Поморського воєводства.
Населення — 216 осіб (2011).

## Демографія
Демографічна структура станом на 31 березня 2011 року:
|          | Загалом | Допрацездатний вік | Працездатний вік | Постпрацездатний вік |
| -------- | ------- | ------------------ | ---------------- | -------------------- |
| Чоловіки | 114     | 27                 | 80               | 7                    |
| Жінки    | 102     | 18                 | 62               | 22                   |
| Разом    | 216     | 45                 | 142              | 29                   |